# Petámetro
El petámetro es una unidad de longitud equivalente a 1015 metros (1000 billones). La luz tarda aproximadamente 38,5 días en recorrer dicha distancia en el vacío.
Unos 10 petámetros equivalen a un poco más de un año luz.